# 이종열
이종열(李鍾烈, 1973년 1월 28일 ~ )은 전 KBO 리그 LG 트윈스의 내야수이자, 현재 삼성 라이온즈의 단장이다.

## 선수 시절

### LG 트윈스시절
1991년에 장충고등학교를 졸업하고 고졸 연고 자유 계약으로 입단하였다. 처음에는 3루수로 활동했으나, 이후 주로 2루수로 활동했다. 1994년에 팀의 한국시리즈 우승에 함께 하였다. 1995년에 스위치 히터로 변신하였으며, 2002년에는 올스타전에 처음 출전하였다. 2007년에는 한이닝에 양타석 모두 안타를 쳤다.

## 야구선수 은퇴 후
2009년 시즌 후 현역 은퇴를 선언하고 LG 트윈스 육성군 코치로 지도자 생활을 시작했다.
2011년 시즌 후 미국에서 연수를 받은 후 귀국한 뒤 SBS 스포츠의 야구 해설위원으로 활동했다.
2022년 아시안 게임 야구 국가대표팀의 1루 및 수비코치로 활동하며 금메달에 공헌하였으며, 2024년부터 삼성 라이온즈의 단장으로 활동한다. 2024 시즌 삼성 라이온즈의 선전에 대종열로 불리고 있다.

## 출신 학교
- 서울길동초등학교
- 장충중학교
- 장충고등학교

## 주요 기록
| 기록                | 날짜            | 상대팀 | 장소 | 경기 내용                     | 종전 기록 | 기타         |
| ------------------- | --------------- | ------ | ---- | ----------------------------- | --------- | ------------ |
| 통산 1,600경기 출장 | 2008년 5월 21일 | 삼성   | 대구 | 2루수 겸 5번 타자로 선발 출장 |           | 10번째, 35세 |